# Апрония

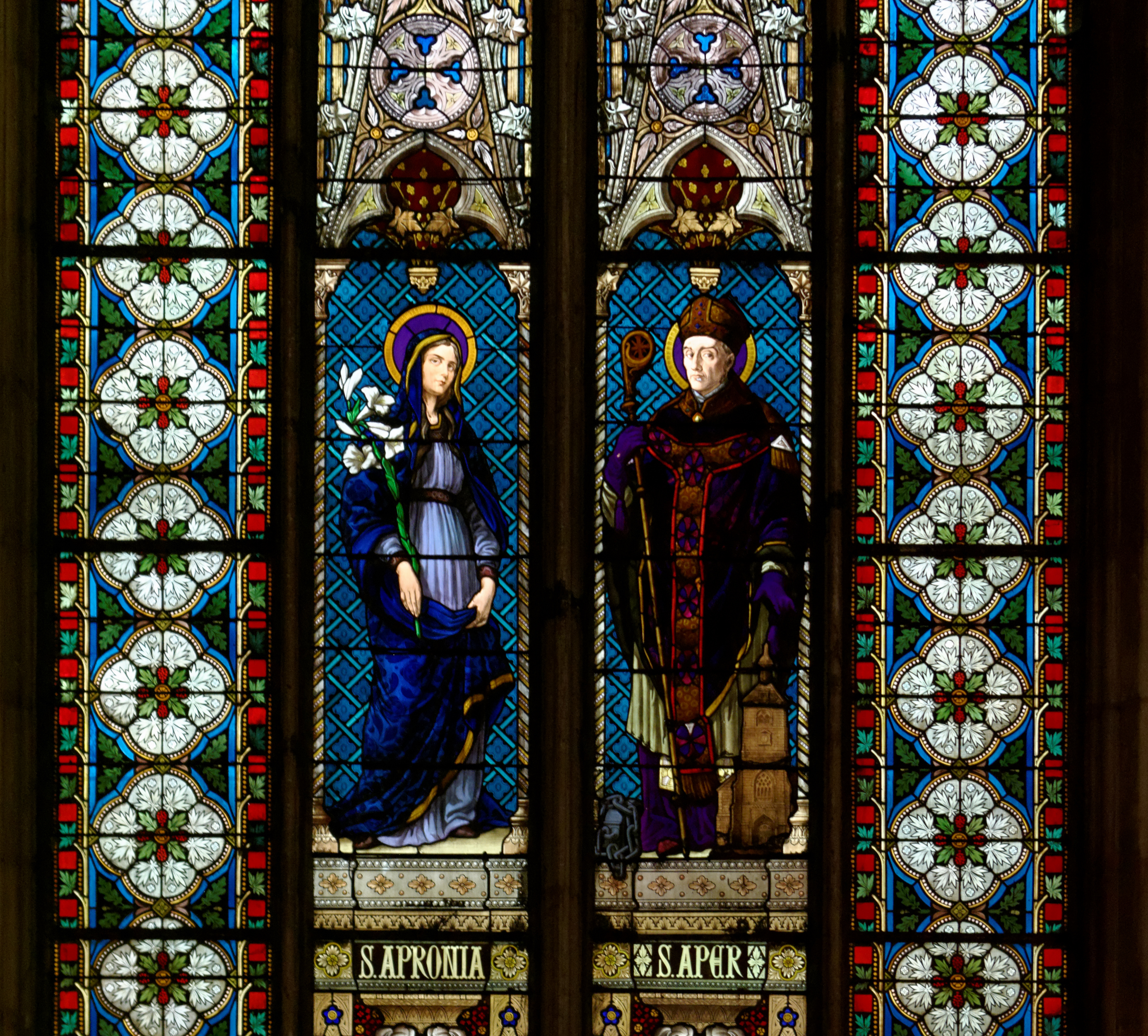
Апрония (Базилика Сен-Эпвре в Нанси).

Апрония (VI век) — святая монахиня из Туля. День памяти — 15 июля.
Святая Апрония (Apronia), или Еврония (фр. Evronie) родилась неподалёку от Трира. Она была сестрой святого Апра, епископа Туля. От него же она получила постриг. Согласно преданию, Святая Апрония упокоилась в монастыре в Труа.